# Younghoe Koo
Younghoe Koo (Seul, 3 agosto 1994) è un giocatore di football americano sudcoreano che milita nel ruolo di placekicker per i Atlanta Falcons della National Football League (NFL).

## Carriera
Dopo non essere stato scelto nel Draft NFL 2017, Koo firmò con i Los Angeles Chargers, battendo Josh Lambo per il ruolo di kicker titolare. Dopo quattro partite fu però svincolato per fare spazio al veterano Nick Novak. Dopo essere rimasto fermo nel 2018, il 14 gennaio 2019 firmò con gli Atlanta Legends della Alliance of American Football, con cui rimase fino al fallimento della lega nel mese di aprile. Il 4 ottobre 2019 firmò con la squadra di allenamento dei New England Patriots, da cui fu svincolato undici giorni dopo.
Il 29 ottobre 2019, Koo firmò con gli Atlanta Falcons dopo che questi avevano svincolato il veterano Matt Bryant.  Nel suo debutto con la nuova maglia, Koo segnò tutti e quattro i field goal (incluso uno da 48 yard) e tutti gli extra point nella vittoria a sorpresa per 26–9 sui New Orleans Saints. Per questa prestazione fu premiato come miglior giocatore degli special team della NFC della settimana.
Nel 2020 Koo fu convocato per il suo primo Pro Bowl (non disputato a causa della pandemia di COVID-19) dopo avere guidato la NFL in punti segnati (144) e field goal trasformati (37).
Nel quarto turno della stagione 2024, Koo segnò il field goal della vittoria contro i Saints a due secondi dal termine da 58 yard, un nuovo record personale.

## Palmarès
- Convocazioni al Pro Bowl: 1

2020
- Giocatore degli special team della NFC della settimana: 2

10ª e 14ª del 2019
- Giocatore degli special team della NFC del mese: 1

dicembre 2022/gennaio 2023